# Varvara Alekseevna Razumovskaja
La contessa Varvara Alekseevna Razumovskaja (1778 – Mosca, 9 ottobre 1864) è stata una nobildonna russa.

## Biografia
Era la figlia del conte Aleksej Kirillovič Razumovskij, e di sua moglie, Varvara Petrovna Šeremeteva, figlia del conte Pëtr Borisovič Šeremetev. Dopo aver visto sua madre lasciare la loro casa e la mancanza delle attenzioni paterne, Varvara Alekseevna venne affidata alle cure di una tata tedesca che si occupò della sua educazione. All'età di 13 anni, una donna svizzera di nome Kalam, la zia di un famoso paesaggista, una donna dal carattere forte, molto intelligente, di alte qualità morali, fu assunta come sua insegnante. Varvara Alekseevna l'amò moltissimo e fino alla fine della sua vita (morì a Ginevra, in età avanzata) provò nei suoi confronti sentimenti di tenera gratitudine.

## Matrimonio
La contessa Razumovskaja visse con suo padre in una tenuta vicino a Mosca e spesso lo accompagnava in viaggi, anche nel villaggio di Vorontsov, dove viveva il maresciallo di campo il principe Nikolaj Vasil'evič Repnin. Il principe le piaceva, e decise di farla sposare con suo nipote, preferito di Paolo I, Nikolaj Grigor'evič Volkonskij, e lo chiamò persino per questo da San Pietroburgo.
I giovani si innamorarono l'uno dell'altro, ma il matrimonio fu impedito da un battibecco inaspettato tra il conte Razumovskij e il principe Repnin. Poi iniziò la guerra con la Francia e Nikolaj Grigor'evič, partì per i Paesi Bassi. Al ritorno del colonnello Volkonskij, il matrimonio fu nuovamente rinviato a causa della morte del feldmaresciallo Repnin. Con lui la sua eminente famiglia si estinse. Con un decreto del 12 luglio 1801, Alessandro I ordinò al principe Nikolaj Grigor'evič Volkonskij di aggiungere il nome Repnin.
Nel 1802, nel palazzo Baturin del conte Kirill Grigor'evič Razumovskij, fu celebrato il matrimonio di Varvara Alekseevna con il principe Volkonskij. I giovani vissero prima a Mosca, poi si trasferirono a San Pietroburgo, dove la principessa Varvara Alekseevna si avvicinò all'imperatrice Elizaveta Alekseevna e alla granduchessa Maria Pavlovna. Ebbero sette figli:
- Aleksej Nikolaevič (?-13 dicembre 1812);
- Aleksandra Nikolaevna (5 marzo 1805-9 ottobre 1836), sposò il conte Aleksandr Grigor'evič Kušelev-Bezborodko, ebbero cinque figli;
- Vasilij Nikolaevič (1806-27 febbraio 1880), sposò Elizaveta Petrovna Balabina, ebbero un figlio, Nikolaj;
- Varvara Nikolaevna (1808-1891)[1];
- Sof'ja Nikolaevna (12 maggio 1811-30 settembre 1811);
- Grigorij Nikolaevič (20 giugno 1812-8 aprile 1812);
- Elizaveta Nikolaevna (1817-1855), sposò Pavel Ivanovič Krivtsov.

Dopo lo scoppio della guerra con la Francia nel 1805, il principe Repnin-Volkonskij partì con il suo esercito e la principessa, che amava appassionatamente suo marito, lo seguì, lasciando i bambini alle cure di sua zia, la principessa Aleksandra Nikolaevna Volkonskaja. Durante la battaglia di Austerlitz, al comando di uno squadrone, il principe Repnin-Volkonskij compì il famoso attacco descritto nel romanzo Guerra e pace, dopo di che rimasero solo 18 persone dello squadrone e il principe stesso, colpito da granata e ferito al petto, fu fatto prigioniero.
Varvara Alekseevna si infiltrò nel campo francese e si è presa cura del marito ferito e di molti altri russi, accompagnandolo fino alla sua liberazione dalla prigionia. La notizia che si stava prendendo cura del marito e degli altri soldati feriti giunse a Napoleone, che volle incontrare il principe Repnin-Volkonskij, che in seguito fu autorizzato a trasmettere ad Alessandro I una proposta di negoziati di pace.
Dopo il ritorno a San Pietroburgo, la coppia si recò in Spagna, dove suo marito è stato inviato dall'ambasciatore, ma scoppiò la guerra e furono costretti a rimanere a Parigi. Subito dopo il ritorno in Russia, iniziò la guerra patriottica del 1812. E ancora Varvara Alekseevna era accanto a suo marito. Nel 1813, il principe comandava la retroguardia dell'esercito di Wittgenstein e la principessa si prese cura dei russi feriti. Dopo la nomina di suo marito a governatore generale della Sassonia, ha fornito assistenza ai bisognosi a Dresda.
Nel 1814, insieme al marito, partecipò al Congresso di Vienna, dove partecipò a vari festeggiamenti. Nel 1815, la principessa Repnina-Volkonskaja tornò a San Pietroburgo, dove prese parte alla creazione dell'Istituto patriottico e della Casa dell'operosità (in seguito l'Istituto elisabettiano), per aiutare le famiglie orfane dopo la guerra. Accolse in casa sua le figlie del proprietario terriero di Poltava - Aleksandra, Glafira e Tat'ana.
Dopo che suo marito fu nominato governatore generale della Piccola Russia, si trasferirono a Poltava. Varvara Alekseevna fondò ospedali, orfanotrofi, ma si è concentrata sulla creazione del Poltava Institute for Noble Maidens, per il quale ha speso fondi significativi, avendo praticamente sperperato la sua fortuna. Durante la carestia in Ucraina, si è presa cura degli affamati, indipendentemente dal costo.
Nel 1834, suo marito fu nominato membro del Consiglio di Stato e la coppia si trasferì di nuovo a San Pietroburgo. Presto fu presentata una denuncia contro il principe. Il caso riguardava la perdita di una notevole quantità di denaro assegnata all'Istituto Poltava, proprio all'istituto a cui avevano destinato una parte significativa della loro fortuna. Il principe, offeso, si ritirò e andò all'estero con tutta la sua famiglia. Vi rimasero per più di quattro anni, principalmente a Roma e in Svizzera. La famiglia affittò anche due dacie a Castellammare, dove nell'estate del 1838 visse con loro Nikolaj Vasil'evič Gogol' e anche l'architetto Dmitrij Egorovič Efimov.

## Morte
Al loro ritorno in Russia nel 1842, la coppia si stabilì a Yagotyn, dove morì suo marito morì. Alla fine del 1840, Varvara Alekseevna si trasferì a Odessa e nel 1856 a Mosca. All'età di ottant'anni era debole ma forte nello spirito e nella mente. I suoi affari erano in uno stato estremamente deplorevole, della fortuna un tempo significativa rimaneva solo somme insignificanti, ma lei continuò ad aiutare i poveri.
Visse nella sua casa a Sadovaya, dove morì il 9 ottobre 1864. Fu sepolta accanto a suo marito nel tempio del monastero di Gustjnskij.